# آریل (شوینده مصنوعی)
آریل یک خط بازاریابی از مواد شوینده لباسشویی است که توسط پروکتر اند گمبل ساخته شده‌است. این برند پرچمدار در اوراق بهادار اروپایی، الجزایر، برمه، ترکی، چینی، هندی، پاکستانی، ژاپنی، فیلیپینی، مکزیکی، برزیلی، شیلی، آرژانتینی، پرو، اکوادور، کلمبیا و ونزوئلا است. در برخی از فروشگاه‌های ایالات متحده، آریل مکزیکی موجود است. علاوه بر این، آریل در مالزی و سنگاپور به عنوان دینامو نیز شناخته می‌شود.

## تاریخ
آریل برای اولین بار در سال ۱۹۶۷ در بازار انگلستان عرضه شد و اولین ماده شوینده با آنزیم‌های ضد لکه بود.